# Westphalia (Michigan)
Westphalia é uma vila localizada no estado americano de Michigan, no Condado de Clinton.

## Demografia
Segundo o censo americano de 2000, a sua população era de 876 habitantes.
Em 2006, foi estimada uma população de 829, um decréscimo de 47 (-5.4%).

## Geografia
De acordo com o United States Census Bureau tem uma área de
3,0 km², dos quais 3,0 km² cobertos por terra e 0,0 km² cobertos por água. Westphalia localiza-se a aproximadamente 232 m acima do nível do mar.

## Localidades na vizinhança
O diagrama seguinte representa as localidades num raio de 16 km ao redor de Westphalia.